# Microcaecilia rochai
Microcaecilia rochai é uma espécie de anfíbio da família Siphonopidae. Endêmica do Brasil, é encontrada nos estados do Pará e Amapá.